# Escárcega
Escárcega – miasto w południowej części meksykańskiego stanu Campeche, leżące na półwyspie Jukatan, w odległości około 60 km od Zatoki Meksykańskiej i około 120 km na południe stolicy stanu Campeche. W 2005 roku miasto liczyło 27 214 mieszkańców.

## Gmina Escárcega

Położenie gminy Escárcega na mapie stanu Campeche

Miasto jest siedzibą władz gminy Escárcega, jednej z 11 gmin w stanie Campeche. Według spisu z 2005 roku ludność gminy liczyła 26 976 mieszkańców. Gmina zajmując de 4569,64 km² jest średniej wielkości gminą w tym stanie. Ma charakter równinny a pokryta jest w większości lasami które mają charakter lasów deszczowych.
Gminę utworzono w 1956 roku decyzją gubernatora stanu Campeche, poprzez wydzielenie powierzchni gminy z gminy Carmen. Ludność gminy jest zatrudniona według ważności w następujących gałęziach: rolnictwie, hodowli, leśnictwie, handlu i usługach turystycznych.
Najczęściej uprawia się kukurydzę, ryż, soję, sorgo, fasolę, paprykę chili, arbuzy, melony, a także wiele gatunków sadowniczych m.in. pomarańcze, mango, limonki.